# Dithyrostegia
Dithyrostegia es un género de plantas con flores perteneciente a la familia de las asteráceas. Comprende 2 especies descritas y aceptadas.

## Taxonomía
El género fue descrito por Asa Gray y publicado en Hooker's Journal of Botany and Kew Garden Miscellany 3: 97, 100. 1851. La especie tipo es: Dithyrostegia amplexicaulis A.Gray.

## Especies
A continuación se brinda un listado de las especies del género Dithyrostegia aceptadas hasta julio de 2012, ordenadas alfabéticamente. Para cada una se indica el nombre binomial seguido del autor, abreviado según las convenciones y usos.
- Dithyrostegia amplexicaulis A.Gray
- Dithyrostegia gracilis P.S.Short